# La Unión (Santa Ana)
La Unión ist eine Ortschaft und eine Parroquia rural („ländliches Kirchspiel“) im Kanton Santa Ana der ecuadorianischen Provinz Manabí. Die Parroquia besitzt eine Fläche von 232,6 km². Die Einwohnerzahl lag im Jahr 2010 bei 6466. Die Parroquia wurde am 7. Dezember 1883 gegründet. Ein Jahr darauf wurde die Parroquia vom Kanton Portoviejo an den neu gegründeten Kanton Santa Ana übertragen.

## Lage
Die Parroquia La Unión liegt in der Cordillera Costanera südostzentral in der Provinz Manabí. Der Ort La Unión befindet sich auf einer Höhe von 70 m, 25 km östlich vom Kantonshauptort Santa Ana sowie 37 km ostsüdöstlich der Provinzhauptstadt Portoviejo. Der Río Tigre, der Río Pucón und der Río Chicompe entwässern das Areal nach Osten zum Río Daule.
Die Parroquia La Unión grenzt im Norden an die Parroquia Honorato Vásquez, im Osten an die Parroquia San Pablo de Pueblo Nuevo, im Süden an den Kanton Olmedo sowie im Westen an Santa Ana.

## Natur
Laut offizieller Webseite der Parroquia wachsen auf dem Gebiet folgende Nutzhölzer: Centrolobium patinense (Amarillo), Myroxylon balsamun (Bálsamo), Pouteria (Colorado), Ocotea (Cedro colorado), Clarisia racemosa (Moral bobo), Carapa guianensis (Figueroa), Bombax (Beldado), Vitex gigantea (Pechice) und Alseis eggersii (Palo de vaca). Außerdem kommen Feigen (Ficus) und Coussapoa, Amerikanisches Mahagoni (Caoba), Guadua-Bambus (Guadua angustifolia, Caña guadúa), Vernonia bacharoides (Chilco), Ameisenbäume (Cecropia, Guarumo), Balsabaum (Ochroma lagopus), Cordia alliodora (Laurel), Triplaris guayaquilensis (Fernán Sánchez), Pseudosamanea guachapele (Guachapelí), Schizolobium parahyba (Pachaco), Cedro und Regenbaum (Samán) vor. Früchte, die dort angebaut werden oder wild wachsen, sind Orangen, Zitronen, Avocado, Guabo (Inga feuilleei), Mamey und Mango.
Im Folgenden eine Liste von Tierarten, die teilweise bestandsbedroht sind: Rotkopfguan (Ortalis erythroptera, Guacharaca), Mittelamerikanisches Aguti (Dasyprocta punctata, Guatusa), Paka (Agouti paca, Guanta), Langnasengürteltiere (Dasypus), Eichhörnchen (Sciurus), Wickelbär (Potos flavus, Cusumbo), Südopossum (Didelphis marsupialis, Zorra), Tukane, Eigentliche Papageien, Seidenäffchen, Neuweltaffen (Monos), Schlangen und Spießhirsche (Mazama).